# ビブリカ

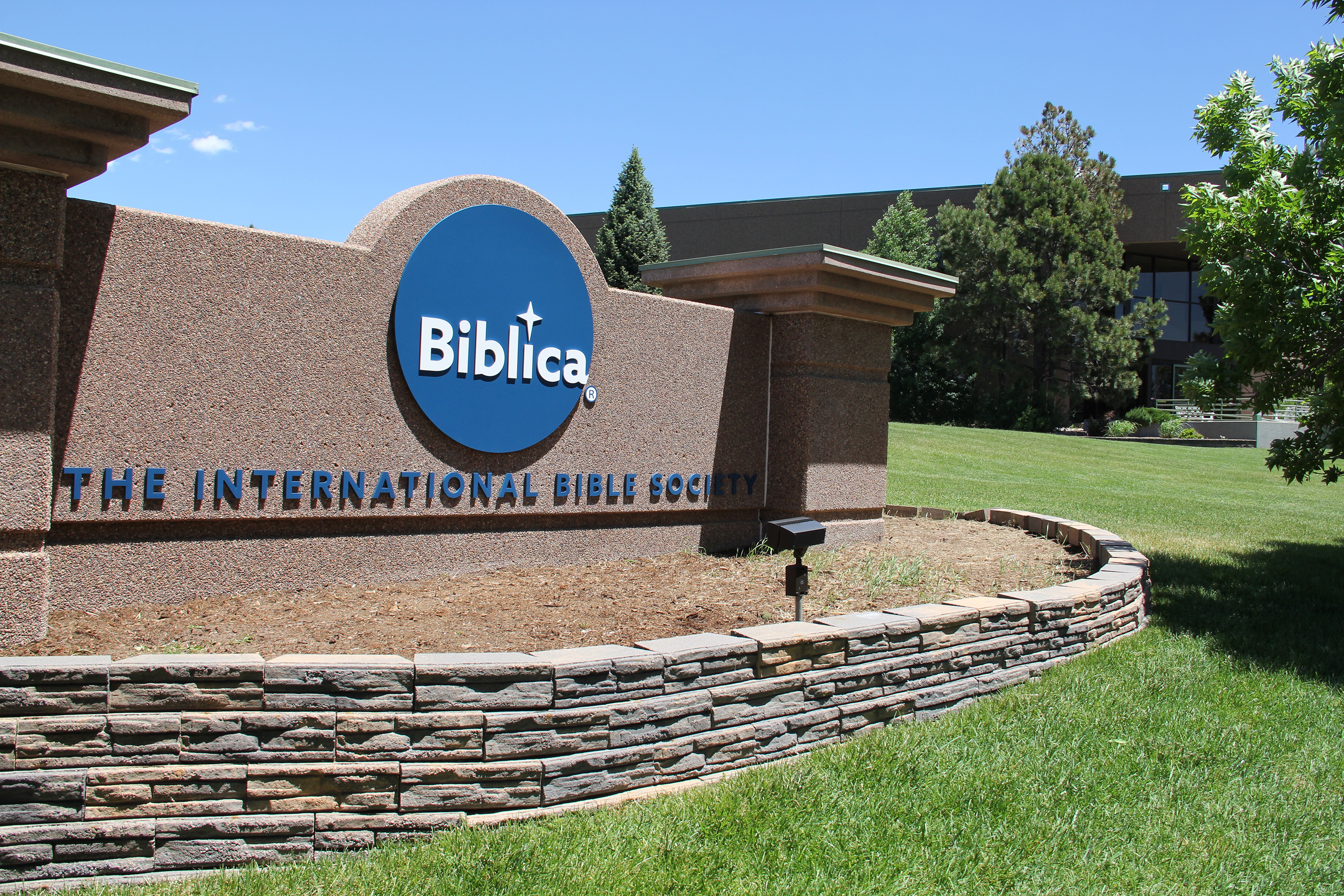
コロラド・スプリングス）

ビブリカ（英語: Biblica）は以前国際聖書協会（International Bible Society）と呼ばれた団体で、1809年に設立され、『新国際版聖書』の版権を持ち、アメリカではゾンダーヴァン出版社、イギリスでは英国ではホッダー＆ストウトン出版社（Hodder & Stoughton）を通して発売した。また、世界の言葉への聖書翻訳も行ってきた。国際聖書関連団体フォーラム（Forum of Bible Agencies International）の一員である。

## 歴史
ビブリカは1809年に、ラトガース大学にその名が残るヘンリー・ラトガーズ（Henry Rutgers）、コルゲート・パーモリーブの基を作ったウィリアム・コルゲート（William Colgate）などごく少数の人たちによって、ニューヨーク聖書協会（New York Bible Society）としてニューヨーク市で発足した。
その後、いくつかの支部を作ったり、他社を合併したが、おもな出来事は次の通り。
- 1809年、ニューヨーク市で設立
- 1810年、ウィリアム・ケアリーのインドにおける聖書翻訳事業をサポート開始
- 1828年より、青年ニューヨーク聖書協会（YMNYBS）を設立などして、聖書配布を行ってきた
- 1936年、ニューヨーク市のホテルや病院へ聖書を配布開始
- 1978年、『新国際版聖書』（NIV）を完成して、アメリカのゾンダーヴァン社、イギリスのホッダー＆ストウトン社から出版
- 1988年、国際聖書協会（International Bible Society）と改名
- 1992年、『リビングバイブル』（1971年）を出版したリビングバイブル・インターナショナル社（Living Bibles International）を合併。聖書の各国語への翻訳を強化
- 1992年、イギリスのセンド・ザ・ライト社（Send the Light）と合併
- 1996年、『新リビングバイブル』（New Living Translation）を出版
- 2009年、ビブリカ（Biblica）と改名

## 参照項目
- 聖書翻訳
- 言語別聖書の一覧